# Північне сільське поселення (Шегарський район)
Півні́чне сільське поселення (рос. Северное сельское поселение) — сільське поселення у складі Шегарського району Томської області Росії.
Адміністративний центр — село Монастирка.
Населення сільського поселення становить 1594 особи (2019; 1796 у 2010, 2181 у 2002).

## Склад
До складу сільського поселення входять:
| Населений пункт       | Населення, осіб (2002) | Населення, осіб (2010) |
| --------------------- | ---------------------- | ---------------------- |
| Балашовка, присілок   | 22                     | 14                     |
| Гусево, село          | 580                    | 521                    |
| Дегтярьовка, присілок | 91                     | 74                     |
| Жарковка, присілок    | 59                     | 37                     |
| Михайловка, присілок  | 29                     | 8                      |
| Монастирка, село      | 677                    | 584                    |
| Новоільїнка, село     | 412                    | 319                    |
| Подоба, присілок      | 166                    | 114                    |
| Федораєвка, село      | 145                    | 125                    |